# Philippe Kirsch
Philippe Kirsch, född 1 april 1947, är en kanadensisk advokat som är president i Internationella brottmålsdomstolen (ICC) i Haag sedan mars 2003. Han tjänstgör som domare i kammaren för överklaganden (Appeals Division).
Han har två examina i juridik, Bachelor of Civil Law och LL.M. (Master of Laws) från Université de Montréal. Han är medlem i provinsen Québecs advokatsamfund och är utsedd King's Counsel sedan år 1988. 
Kirsch började i kanadensiska utrikesdepartementet 1972 och har bland annat varit biträdande minister. Han har också varit Kanadas permanenta sändebud i Förenta Nationerna och i säkerhetsrådet 1989 - 1990. Han har dessutom bland annat varit ordförande i den kommitté som förberedde Internationella brottmålsdomstolen samt även varit Kanadas ambassadör i Sverige.

### Fotnoter
1. ↑  Munzinger Personen, Munzinger person-ID: 00000024469, läst: 9 oktober 2017.[källa från Wikidata]
2. ↑  Judge Philippe Kirsch | International Criminal Court (på engelska), läs online, läst: 7 december 2024.[källa från Wikidata]
3. ↑  http://en.wikipedia.org/wiki/Universit%C3%A9_de_Montr%C3%A9al